# Tricoceps laconus
Tricoceps laconus är en insektsart som beskrevs av Capener 1972. Tricoceps laconus ingår i släktet Tricoceps och familjen hornstritar. Inga underarter finns listade i Catalogue of Life.